# Archive.today
archive.today(과거 이름: archive.is)는 웹사이트의 내용을 보존해주는 웹사이트로, 데이터 서버는 프랑스 노르파드칼레에 있다. 소프트웨어로 아파치 하둡과 아파치 어큐물로를 이용한다.
사이트 이용자의 요청에 따라 웹 페이지의 내용과 그림, 웹 2.0 사이트에서 자바스크립트를 이용하여 만들어진 프레임 내의 내용 등을 보존한다. 동영상이나 소리와 같은 동적인 요소나, PDF 파일, 팝업 창 등은 보존되지 않으며, 보존되는 사이트의 크기는 1024x768 픽셀이다.
웨이백 머신과 같은 웹 크롤러와는 달리 archive.today는 이용자의 요청에 따라 페이지를 보존하기 때문에 로봇 배제 표준을 위반하지 않는다. 이 때문에 archive.is가 페이지를 무단으로 보존하는 것을 막을 수 있는 방법은 없다.

## 용례
archive.today는 핵티비즘을 위해 자주 이용된다.
- 게이머게이트 지지자들은 자신들이 원하지 않는 사이트의 내용을 보되, 해당 사이트에 트래픽을 주지 않기 위해 Archive.is를 이용하기도 하였다.[6]
- 줄리언 어산지는 저서 《구글이 위키리크스를 만났을 때》(When Google met WikiLeaks)에서 웹사이트 인용 시 archive.today를 이용하였다.
- 시리아 전자군은 웹사이트 위변조 공격을 증명하기 위해 archive.is를 이용하였다.

## 호스팅
도메인 이름에 대한 WHOIS에 따르면 주소가 프라하인 데니스 페트로프에 등록되어 있다.

## 차단
- archive.today는 핀란드 내 IP 주소의 접속을 차단하였다.[8] 또한 러시아 IP에서는 일부 페이지를 정상적으로 볼 수 없다.[9][10]

- 호주 정부는 크라이스트처치 모스크 총기 난사 사건의 공격 장면이 Archive.today에 배포를 하지 말려고 호주에서 차단되었다.[11][12] 2021년 7월에도 여전히 차단되어있다.

- 영어 위키백과에서는 2016년 6월 이전까지 archive.today를 문서 내에 사용하는 것이 금지했었다. 이는 승인되지 않은 봇 계정이 문서 내에 archive.today 페이지를 대량으로 삽입하는 일이 발생하였기 때문이다. 다만 2016년 6월 이후에는 총의를 통해 위키 내에서 사용하는 것을 허용하기로 결정하였다.

## 같이 보기
- 웨이백 머신
- 깨진 링크
- 틀:깨진 링크